# Deltochilum parile
Deltochilum parile es una especie de escarabajo del género Deltochilum, tribu Deltochilini, familia Scarabaeidae. Fue descrita científicamente por Bates en 1887.
La especie se mantiene activa durante todos los meses del año.

## Distribución
Se distribuye por Costa Rica, Panamá, Belice y Ecuador.